# Помилки корелятивних сполучників
Помилки корелятивних сполучників — це неформальні помилки, засновані на корелятивних сполучниках.

## Корелятивні сполучники
Корелятивний сполучник — це зв'язок між двома твердженнями, де одне має бути хибним, а інше істинним. У формальній логіці це відоме як відношення виключне або; традиційно терми, між якими існує цей зв'язок, називаються «суперечливими».

### Приклади
У наступному прикладі твердження b явно заперечує твердження a:
1. Фідо - собака.
2. Фідо - не собака.

Твердження також можуть бути взаємовиключними, без явного заперечення один одного, як у наступному прикладі:
1. Об’єкт один більший за об’єкт два.
2. Об’єкт один менший або такий самий за розміром, як об’єкт два.

## Хиби
Помилки, засновані на кореляціях, включають:
Фальшива дилема або помилковий корелятив.
Тут те, що не є корелятивом, розглядається як корелятив, виключаючи якусь іншу можливість.
Заперечення корелятива
де робиться спроба ввести інший варіант у справжній корелятив.
Пригнічений корелятив
де визначення корелятива змінюються так, що один з варіантів включає інший, що робить один варіант неможливим.